# Super Gran
Super Gran é uma série de televisão britânica estrelada por Gudrun Ure no papel-título. O programa foi adaptado por Jenny McDade a partir dos livros escritos por Forrest Wilson e foi produzido por Tyne Tees Television para a ITV. Duas temporadas, cada uma composta por 13 episódios, foram produzidos, juntamente com um especial de Natal. Todos os episódios foram lançados pela Network DVD. O programa também inspirou dois jogos de computador.

## Sinopse
As aventuras de uma avó superpoderosa que combate o crime em sua cidade.

## Elenco
- Gudrun Ure ... Supergran
- Iain Cuthbertson ... The Scunner Campbell
- Bill Shine ... Inventor Black
- Alan Snell ... The Muscles
- Brian Lewis ... The Muscles
- Bill Mitchell ... Repórter